# Technology Management Studenterna
Technology Management Studenterna, TMS, är den ideella studentförening som studenter automatiskt blir medlem i vid antagning vid masterprogrammet Technology Management vid Lunds Tekniska Högskola och Ekonomihögskolan i Lund.
Technology Management Studenterna grundades 1998. Föreningens aktiviteter utgör ett komplement till utbildningen. Föreningen ger studenterna ett nätverk med andra studenter, alumner och företag.
TMS har cirka 450 medlemmar, 370 alumner och 80 studenter. De aktiva medlemmarna är studenterna och det senaste året[när?] har drygt 40 TM-studenter varit aktiva i föreningen. Föreningen har en styrelse som består av tio representanter och sju utskott; TM-Utbildning, TM-Marknadsföring, TM-Advisory, TM-IT, TM-Dagen, TM-Social och TM-Alumni.